# Thomas Hirschhorn
Thomas Hirschhorn (Berna, 16 maggio 1957) è un artista svizzero.

## Biografia
Nel 1980 l'artista lavorò a Parigi come grafico. Egli faceva parte del gruppo Grapus costituito da designers grafici. Questi artisti si basavano sulla politica e sulla cultura, mostrando le loro creazioni sulla strada attraverso il linguaggio della pubblicità. 
Hirschhorn lasciò il Grapus per creare quelle installazioni artistiche per cui è diventato famoso oggi, usando materiali comuni come il cartone, la plastica e il nastro adesivo. Le sue installazioni sono spesso site specific e situate fuori dalle gallerie oltre che interattive.
Per la sua opera intitolata Cavemanman ha trasformato lo spazio di una galleria in una caverna usando legna, cassette e materiali comuni, e collocando vari simboli filosofici della cultura pop.
Ricevette nel 2000/2001 il Premio Marcel Duchamp e il Premio Joseph Beuys nel 2004. I suoi lavori sono esposti nella collezione del MoMA, del Walker Art Center, e della Tate Gallery.
Nell'estate 2009 la sua opera Cavemanman fu ricreata per l'esibizione "Walkin in my Mind" alla Hayward Gallery di Londra.
Nel 2011 è scelto per rappresentare la sua nazione alla 54ª Esposizione Internazionale d'Arte della Biennale di Venezia. Trasforma il padiglione dei giardini in un'installazione surreale dove troviamo carta stagnola, riviste, tappeti, Televisori, cotton-fioc, sedie di plastica e manichini, il tutto incorniciato da cristalli o dalla loro forma, onnipresente. L'installazione ha per titolo "Crystal of Resistance" e trae l'idea dei cristalli da un episodio accaduto all'artista, che quindici anni prima ha visto dei bambini vendere cristalli sul ghiacciaio del Rodano.

## Premi (selezione)
- 2001: Preis für junge Schweizer Kunst
- 2001: Prix Marcel Duchamp
- 2003: Rolandpreis, Brema
- 2004: Joseph Beuys-Preis Basilea

## Mostre (selezione)
- 1994 Jeu de Paume, Parigi
- 2001: Kunsthaus Zürich, Zurigo
- 2002: Documenta11, Kassel
- 2004: 24h Foucault, Palais de Tokyo, Parigi
- 2004: Centre Culturel Suisse, Parigi
- 2005: Pinakothek der Moderne, Monaco
- 2005: Bonnefantenmuseum, Maastricht
- 2008: Wiener Secessionsgebäude, Vienna
- 2011: "Crystal of Resistance", Padiglione Svizzera, Giardini della Biennale, Venezia

## Collezioni pubbliche
- Sammlung Falckenberg